# کونته آردوینو مانگونی
کونته آردوینو مانگونی (به ایتالیایی: Stadio Nazareth) یک ورزشگاه فوتبال در ایتالیا است که در ایزولا دل لیری واقع شده‌است.